# 北馬納納拉
北馬納納拉是馬達加斯加的城鎮，由阿那拉蘭基羅富區負責管轄，位於該國東北部，海拔高度12米，從事農業、服務業和漁業的人口分別佔50%、40%和10%，主要農產品有丁香、咖啡和香草。
16°10′S 49°46′E / 16.167°S 49.767°E